# Seversky P-35
Seversky P-35 byl americký jednomístný jednomotorový dolnoplošník, postavený na konci 30. let 20. století. Byl to první stíhací letoun USAAC, který měl celokovovou konstrukci, zatahovací podvozek a krytou pilotní kabinu.

## Vývoj

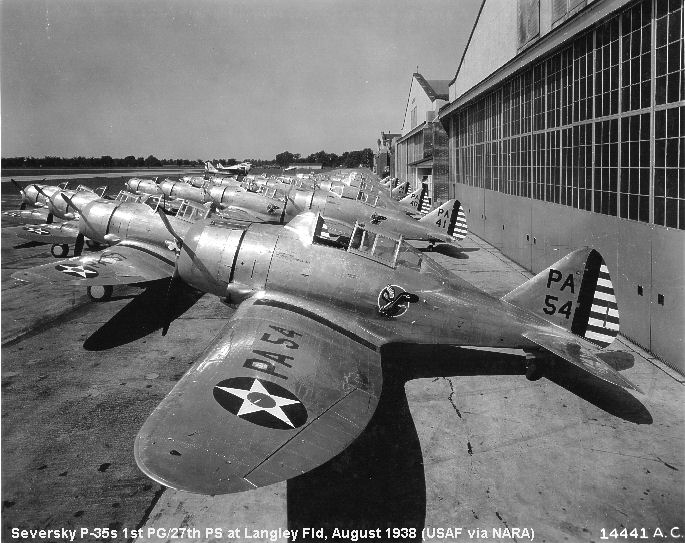
Seversky P-35

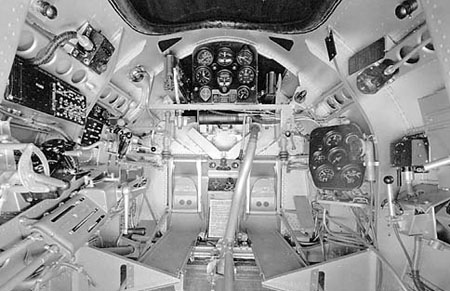
Kokpit letounu Seversky P-35A

Na počátku vývojové řady, ze které vzešel i typ P-35, byl třímístný obojživelný letoun Seversky SEV-3 z roku 1933, ze kterého byl v roce 1934 vyvinut cvičný letoun BT-8.
BT-8 se stal vzorem pro další typ, prototyp dvoumístné stíhačky SEV-2XP, navržený konstruktérem Alexandrem Kartvelim pro soutěž vypsanou výzbrojním oddělením USAAC v květnu 1935. Letoun společnosti Seversky se však při přepravě k testům poškodil a Kartveli stroj zmodernizoval a přestavěl na jednomístný SEV-1XP, přičemž pevný kapotovaný podvozek nahradil zatažitelným. SEV-1XP ve druhém kole soutěže 18. června 1935 zvítězil nad typem Curtiss P-36 Hawk. Curtiss však protestoval a tak se 15. dubna 1936 konalo třetí kolo. Původní pohonná jednotka SEV-1XP, Wright Cyclone R-1820-C5 o výkonu 625 kW, byla nahrazena spolehlivějším motorem Pratt & Whitney R-1830-9. Seversky byl opět vyhlášen vítězem a jeho prototyp byl přeznačen na XP-35. Současně byla objednána sériová výroba 76 kusů (sér. č. 36-354 až 36-429), jejichž dodávky proběhly od července 1937 do srpna 1938. Výzbroj byla složena z jednoho kulometu M2 Browning ráže 12,7 mm a jednoho ráže 7,62 mm. Závěsníky pojaly až 136 kg pum.
Prvním zahraničním uživatelem se stalo Švédské letectvo (Flygvapnet), které však na výrobci požadovalo zlepšení výkonů P-35 i jeho exportní obměny EP-1. Nová švédská verze EP-106 tak létala s motorem Pratt & Whitney R-1830-45 o výkonu 772 kW. Hlavňovou výzbroj tvořily dva synchronizované kulomety Bofors M/22F ráže 7,92 mm a dva křídelní Bofors M/39A ráže 13,2 mm. Nosnost pum se zvýšila na 160 kg. Těžší pohonná jednotka byla kompenzována prodloužením trupu mezi koncem kabiny a kýlovkou, změněno bylo i zatahování ostruhy. Samotná zakázka Flygvapnetu na 15 exemplářů byla vystavena 22. června 1939, jejíž realizace proběhla v lednu 1940. Ve Švédsku sloužily pod označením J-9.
Druhá zakázka na 45 letounů následovala 11. října 1939, třetí na 60 kusů pak 5. ledna 1941. Letouny z druhé švédské objednávky byly dohotoveny v červnu 1940, třetí již nebyla realizována z důvodu uvalení embarga na vývoz zbraní Kongresem. EP-106 dokončené v únoru 1941 (41-17434 až 41-17493) převzalo USAAC, dostaly americkou hlavňovou výzbroj a označení P-35A.
V prosinci 1941 bylo 48 kusů odesláno na Filipíny, kde jich však po prvním dnu japonského útoku přežilo jen osm. Zbývajících 12 P-35A ze stavu tehdy již USAAF bylo odprodáno Ekvádoru.

## Uživatelé
- Ekvádor
- Japonské císařství – ukořistěné kusy
- Kolumbie
- Sovětský svaz
- Švédsko
- Spojené státy americké

## Specifikace

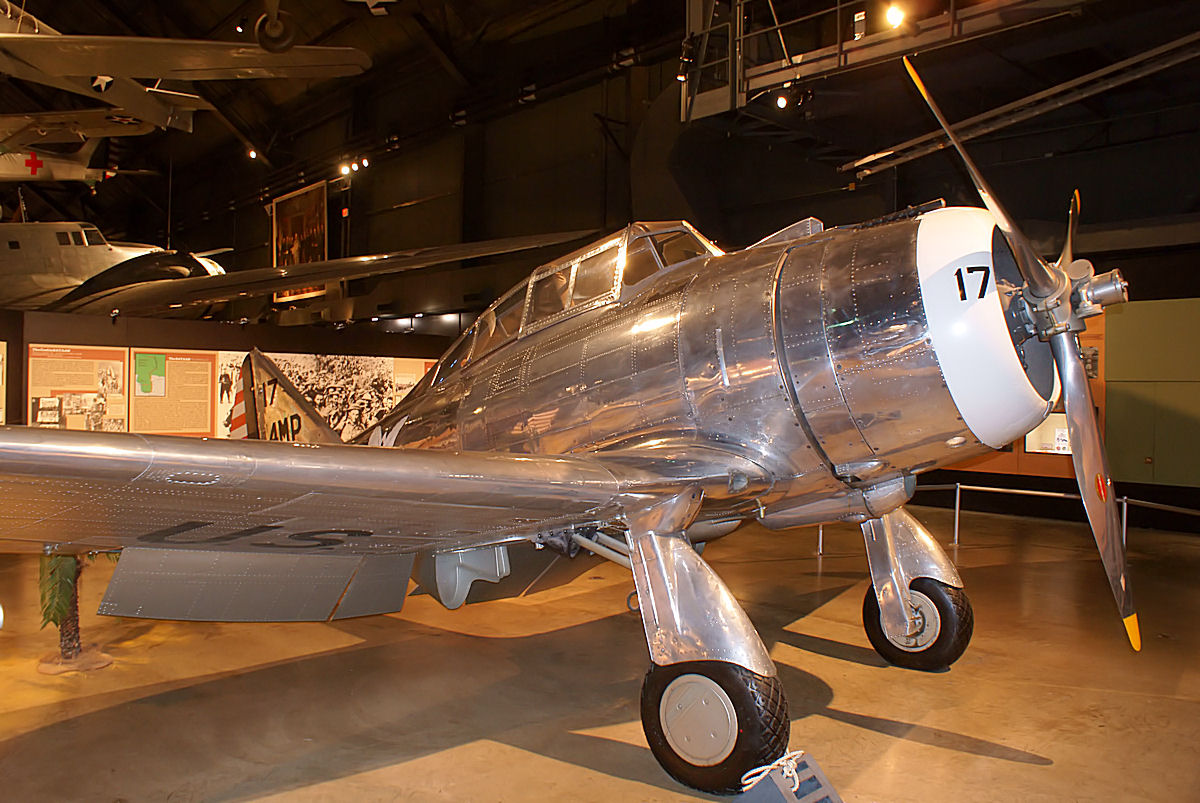
Seversky P-35

Údaje platí pro P-35A

### Hlavní technické údaje
- Rozpětí: 10,9 m
- Délka: 8,15 m
- Výška: 2,96 m
- Nosná plocha: 20,44 m²
- Hmotnost prázdného letounu: 2060 kg
- Vzletová hmotnost: 2769 kg
- Max. vzletová hmotnost: 3941 kg
- Pohonná jednotka: 1× dvouhvězdicový vzduchem chlazený čtrnáctiválec Pratt & Whitney R-1830-45 Twin Wasp
- Výkon motoru: 1050 hp (783 kW)

### Výkony
- Maximální rychlost v 3000 m: 465 km/h
- Cestovní rychlost: 415 km/h
- Dostup: 9550 m
- Stoupavost: 9,8 m/s
- Dolet: 1529 km

### Výzbroj
- 2 × 7,62 mm kulomet Browning
- 2 × 12,7 mm kulomet Browning
- 159 kg pum